# Naturhistorische Gesellschaft Nürnberg

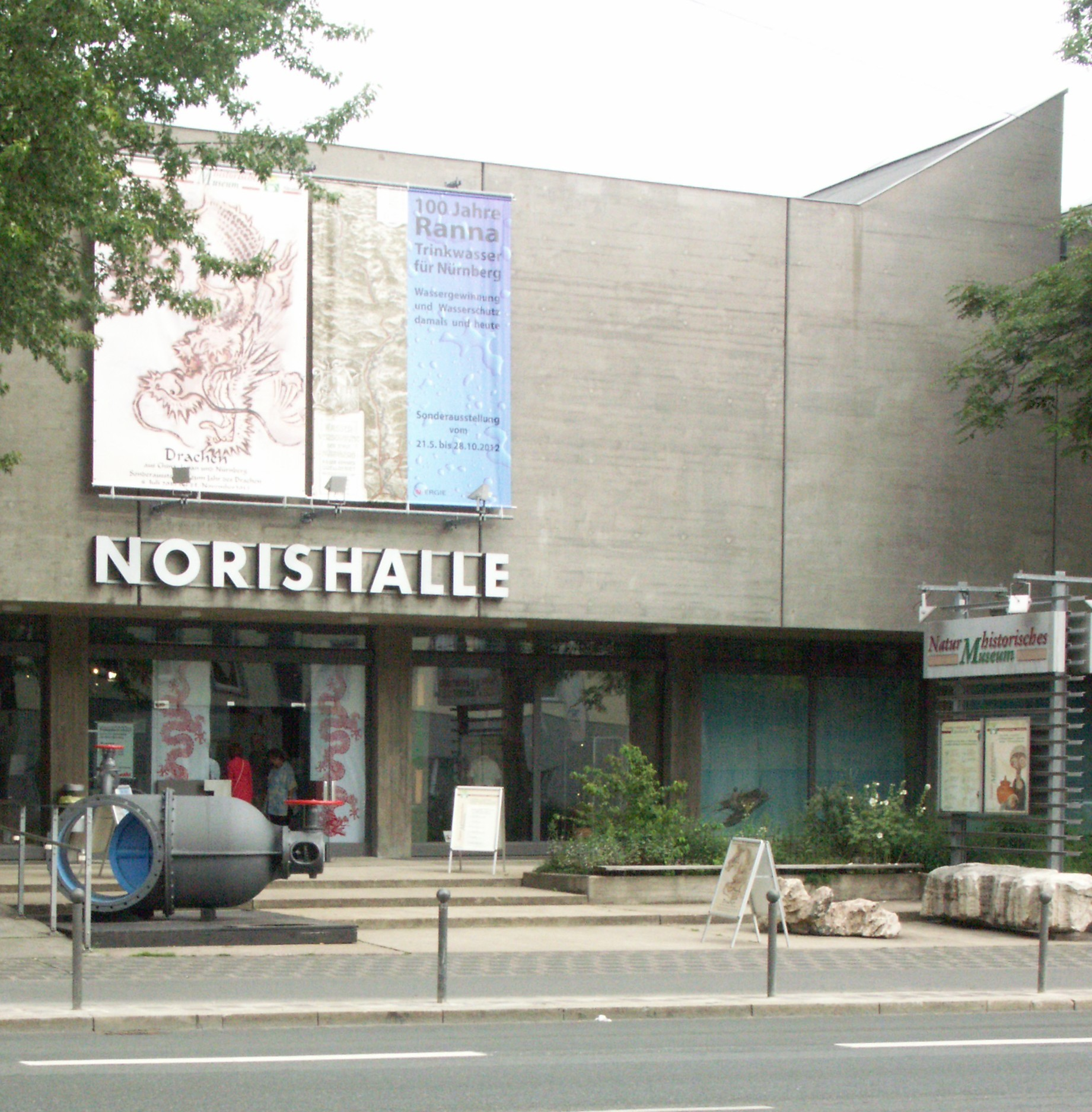
Norishalle, Nürnberg; Sitz der NHG

Die Naturhistorische Gesellschaft Nürnberg e. V. (NHG), 1801 gegründet, ist derzeit mit etwa 1500 Mitgliedern einer der größten ehrenamtlich arbeitenden naturwissenschaftlichen Vereine Deutschlands.

## Allgemeines
Ziel des Vereins ist die Verbreitung naturwissenschaftlichen, archäologischen, vorgeschichtlichen und völkerkundlichen Wissens sowie die Förderung von Naturschutz und Denkmalpflege in Nürnberg und der Region.
Dazu arbeiten in elf Abteilungen Laien mit Fachleuten wissenschaftlich zusammen.
Angeboten werden Vorträge, Seminare, Exkursionen und Pilzberatungen sowie Dauer- und Sonderausstellungen in einem eigenen Museum. Einmal im Jahr erscheint eine Jahresmitteilung mit Artikeln zu verschiedenen Fachthemen. Weitere Veröffentlichungen werden in unregelmäßigen Zeitabständen herausgegeben. Die NHG betreut des Weiteren das Freiland-Aquarium und -Terrarium in Stein, die Höhlen Windloch (Großmeinfeld) und Breitensteiner Bäuerin (nahe Königstein), das Naturschutzgebiet "Külsheimer Gipshügel" bei Bad Windsheim, das Keltenhaus Landersdorf sowie archäologische Projekte.
Sitz der Gesellschaft ist seit 2000 die Norishalle, Marientorgraben 8, in der sich auch das Museum befindet.

## Abteilungen
- Archäologie des Auslandes
- Botanik
- Entomologie (Insektenkunde)
- Freilandaquarium und -terrarium
- Geologie
- Karst- und Höhlenkunde
- Länderkunde
- Mammalogie (Säugetierkunde, seit Juni 2012)
- Pilz- und Kräuterkunde
- Vorgeschichte
- Ethnologie

## Geschichte

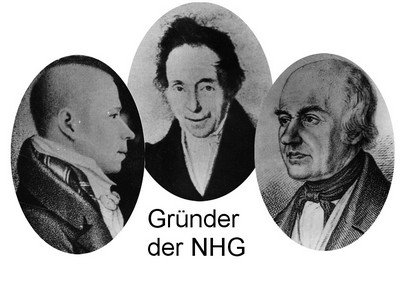
J. Wolf, J. K. Osterhausen, J. Sturm

Im Oktober 1801 gründeten der Lehrer Johann Wolf, der Kupferstecher Jakob Sturm und der Arzt Johann Karl Osterhausen die Naturhistorische Gesellschaft (NHG), um „sich über naturwissenschaftliche Themen auszutauschen“. Bei den regelmäßigen Treffen wurden Pflanzen, Tiere und Minerale mitgebracht, bestimmt und einer gemeinsamen Sammlung einverleibt.
Zwischen 1836 und 1846 stellte die NHG ihre Tätigkeit zeitweise ein, ohne sich aber offiziell aufzulösen.
Mit dem Neuanfang 1846 wurde das Ziel gesetzt, „…das Studium der Naturgeschichte zu fördern und den Sinn dafür in weiteren Kreisen zu verbreiten.“ In diesem Sinne wurde 1852 der erste Band der Abhandlungen veröffentlicht. Bei den internen Treffen hielten auswärtige Redner Vorträge.
In einer Revision der Statuten von 1882 wurde die Möglichkeit zur Gründung von Sektionen (Abteilungen) geschaffen. Die erste war 1882 die Sektion für Anthropologie, Ethnologie und Urgeschichte, der ein Jahr später die Botanik folgte.
1881 wurde die Einrichtung eines Naturhistorischen Museums mit Bibliothek und Versammlungsraum beschlossen. Am 14. Dezember 1884 erfolgte die feierliche Übergabe des Hauses „Zur Blume“ in der Schildgasse und die Eröffnung des ersten Museums mit zwei Räumen. Grabungen im Nürnberger Umland, beginnend 1883 mit der Öffnung eines Grabhügels bei Altdorf, erweiterten die Sammlungen ebenso wie Geschenke und Ankäufe.
Am 12. März 1911 erfolgte der Umzug in das Luitpoldhaus, das mehr Platz bot. Außer dem Unterhalt eines Museums bestand die Tätigkeit der NHG in volkstümlicher Bildungsarbeit, Einsatz im Naturschutz, Erforschung der heimischen Flora, Ausgrabungen, Beiträgen zur Geologie Nürnbergs, Pilzberatung und vielem mehr. Der Ausbruch des Ersten Weltkrieges schränkte zwar die Aktivitäten stark ein, Gesellschaft und Sammlungen überdauerten ihn jedoch weitgehend unbeschadet. 1924 erreichte die NHG mit 1528 Mitgliedern einen vorläufigen Höhepunkt.
Die Machtergreifung der Nationalsozialisten bedeutete eine kritische Situation für die tendenziell liberale NHG; die Tätigkeiten liefen aber eingeschränkt weiter; politisch sensible Gebiete wurden in den Hintergrund geschoben. Mit Kriegsbeginn wurden Teile der Räumlichkeiten anderweitig belegt, so dass die Sammlungen geschlossen werden mussten. Die übrigen Veranstaltungen der NHG wurden bis 1942 weitergeführt.
Durch den Luftangriff am 2. Januar 1945 wurde das Luitpoldhaus schwer beschädigt, aber schon im September 1945 begann das Vereinsleben erneut. Seit 1948 fanden größere Vorträge statt, 1950 erschien erneut eine Abhandlung und im November 1954 war auch das Luitpoldhaus wieder bezugsfertig. Das Vortragswesen der Gesellschaft nahm einen anhaltenden Aufschwung. Die Einrichtung des Museums dauerte jedoch bis 1960, da alle Arbeiten ehrenamtlich geleistet werden mussten. Von 1961 an wurde der Jahresbericht um wissenschaftliche Berichte zu verschiedenen Arbeiten der NHG erweitert.
Von 1967 bis 1985 war Manfred Lindner Vorsitzender der NHG und gründete die Abteilung für Archäologie des Auslandes. Er führte ab den 70er Jahren regelmäßig Surveys und Grabungsexpeditionen in die Nabatäerstadt Petra (Jordanien) durch.
1983 wurde die lange Tätigkeit der Gesellschaft, insbesondere die der Abteilung für Vorgeschichte, durch die Verleihung der Denkmalschutzmedaille gewürdigt. 2000 erfolgte der Umzug in die Norishalle und damit eine Vergrößerung der Ausstellungsfläche und der Arbeitsräume.

## Sammlungen
Von 1880 an legte die Naturhistorische Gesellschaft Sammlungen an, die mittels Schenkungen und durch Spenden finanzierte Ankäufe erweitert werden. Ihre Schwerpunkte liegen in folgenden Bereichen:
- Archäologie des Auslandes (Petra/Jordanien)
- Botanik (Herbarbelege aus der Region Mittelfranken)
- Geologie
- Karst- und Höhlenkunde (Funde der Region)
- Moos- und Pilzherbar
- Völkerkunde (insbesondere Südsee, Sahara, Westafrika, Costa Rica, Sibirien)
- Vorgeschichte (Funde der Region)
- Zoologie und Entomologie

## Naturhistorisches Museum Nürnberg

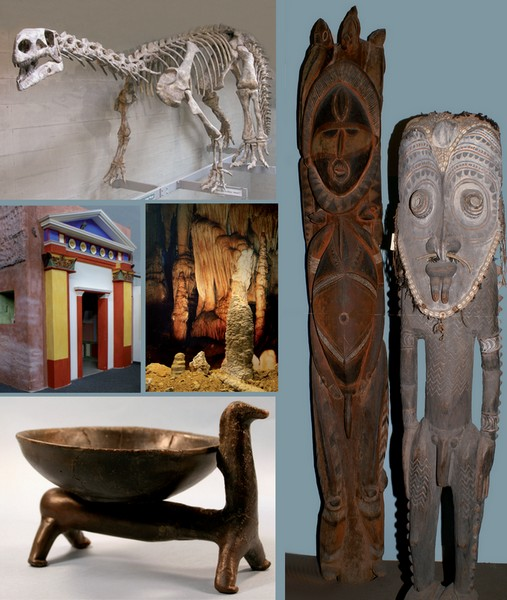
Naturhistorisches Museum Nürnberg

Die Naturhistorische Gesellschaft Nürnberg betreibt seit 1884 ein Museum, das Naturhistorische Museum Nürnberg, in dem Teile der Sammlungen ausgestellt werden.
Die Dauerausstellung umfasst die Bereiche:
- Völkerkunde

Südsee: Schwerpunkt auf Papua-Neuguinea, daneben Bootsmodelle aus Mikronesien
Sahara: arabische Nomaden aus Südmarokko und Tuareg der Zentralsahara
Westafrika: Masken, Nagelfiguren, Manillen
Costa Rica: vorkolumbische archäologische Funde der Sammlung Felix Wiß
Sibirien: Darstellung der Lebensweise der Niwchen um 1900
- Vorgeschichte

Stein-, Bronze- und Eisenzeit mit Funden aus der Region und zahlreichen Rekonstruktionen;
Besonderheiten u. a. das Speikerner Reiterlein und die Rekonstruktion eines Wagens aus der Hallstattzeit
- Archäologie Jordaniens

Funde aus Grabungen in Petra und Umgebung, Nachbau eines Bikliniums
- Karst- und Höhlenkunde

Darstellung der Entwicklung und Bedeutung von Karst, Höhlenmodelle, Skelett eines ausgewachsenen und eines neugeborenen Höhlenbären
- Geologie

Geologie der Region, insbesondere das Fränkische Schichtstufenland,
Fossilien aus der Umgebung; u. a. Plateosaurus
größter erhaltener Eisenmeteorit Deutschlands aus Untermässing
- Zoologie, Entomologie und Botanik werden in geringem Umfang themenbezogen in Wechselvitrinen bzw. in Sonderausstellungen gezeigt.

Jedes Jahr finden eine oder mehrere Sonderausstellungen zu verschiedenen Themen statt.

## Freilandaquarium und -terrarium

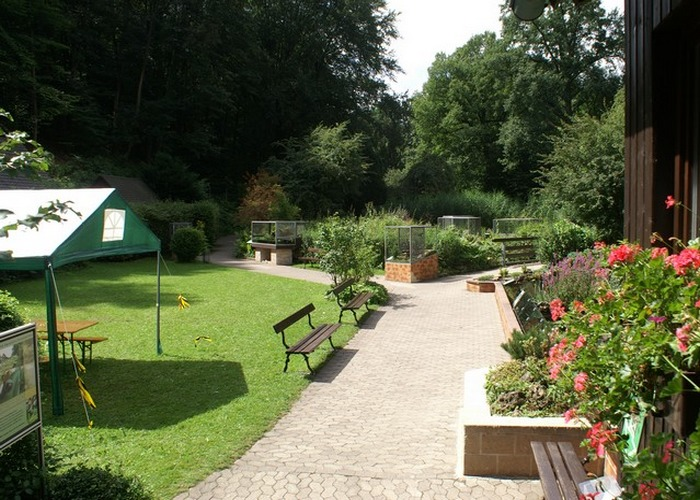
Freiland-Aquarium und -Terrarium in Stein bei Nürnberg

Das Freilandaquarium und -terrarium befindet sich nicht am Hauptsitz in Nürnberg, sondern im direkt angrenzenden Stein.
Zielsetzung der Anlage ist es, den Besuchern die einheimische Natur näherzubringen, insbesondere die einheimischen Reptilien, Amphibien und Fische. In den Teichen und Beeten befindet sich eine Auswahl von Wildpflanzen und Heilkräutern.
Ursprünglich zur Anlage von Futterweihern für die Aquarien im Museum gedacht, wurde die Anlage 1927 erstmals für das Publikum geöffnet. Die Aquarien und Terrarien wurden von Nürnberg nach Stein verlegt. Seitdem wurde die Anlage mehrmals umgebaut und erweitert.
Das Gelände ist jeweils von Anfang Mai bis Ende September an den Wochenenden und Feiertagen für die Öffentlichkeit zugänglich.